# Pergamo (Cipro)
Pergamo (in greco Πέργαμoς?, Pergamos; in turco: Beyarmudu), tradizionalmente Pergama, è una cittadina situata de jure nel distretto di Larnaca della Repubblica di Cipro e de facto nel distretto di Gazimağusa della Repubblica Turca di Cipro del Nord.

## Geografia fisica
Pergamo è situato 23 km a ovest della città di Famagosta, 16 km a nord della città di Larnaca, 4 km a nord-est del villaggio di Pyla, ed è situato sulla linea di confine di Cipro del Nord. Il villaggio è adiacente all'area della base britannica di Dhekelia. Esso si trova nella parte più meridionale della pianura della Messaria.

## Origini del nome
Il significato del nome è oscuro. Alcuni sostengono che il villaggio abbia preso il nome dall'antica Pergamo in Anatolia. Nel 1958 i turco-ciprioti cambiarono il nome in Beyarmudu, che significa letteralmente "pera del signore" (Bey in turco).

## Storia
Si tratta di un antico borgo le cui radici risalgono al medioevo. È citato come Pergama nella Mappa veneziana preparata da Giacomo Franco e datata 1597. Mentre nel periodo ottomano era un villaggio appartenente a Famagosta, nel 1920 fu incluso nel distretto di Larnaca dall'amministrazione britannica. Il suo nome fu cambiato in Beyarmudu nel 1958. Dopo il 1974 gran parte del paese rimase entro i confini della TRNC. Nel 1980 divenne comune. Oggi, la linea di confine che separa la TRNC e la British Base Area attraversa il villaggio. I confini dell'area della base di Dhekelia, tracciati nel 1960, vengono controllati dal 1974. A causa del fatto che il villaggio è stato diviso in due, nella zona di Üsler sono rimaste molte case e terreni agricoli. L'accesso legale a queste aree avviene dai valichi militari o dal valico di confine del villaggio con la repubblica di Cipro.

## Società

### Evoluzione demografica
Pergamo iniziò ad essere islamizzata all'inizio del periodo ottomano. Nel censimento ottomano del 1831, i musulmani (turco-ciprioti) erano 16 e costituivano gli unici abitanti del villaggio. Sembra che Pergamos abbia ospitato temporaneamente anche un gruppo di ducatisti (una setta russa espulsa dallo zar) nel 1898-9, periodo in cui il villaggio contava quasi 100 residenti locali. Per tutto il periodo britannico, il villaggio fu abitato esclusivamente da turco-ciprioti, a parte i già citati rifugiati russi e un piccolo numero di greco-ciprioti che compaiono nei documenti per brevi periodi. La popolazione del villaggio è aumentata notevolmente, passando da 243 abitanti nel 1921 a 826 nel 1960. Questa situazione è continuata durante gli anni della Repubblica di Cipro e la popolazione è risultata essere pari a 1 190 abitanti nel censimento del 1973. In questo periodo ospitò anche circa 150 immigrati provenienti da Lefkara, Anafotida e Tuzla, che dovettero emigrare durante il conflitto intercomunitario iniziato nel 1964. Dal 1964 al 1974 ha fatto parte amministrativamente dell'enclave turco-cipriota di Larnaca.

## Economia
Per lo più gli abitanti del comune vivono nella cittadina. Inoltre, vi sono alcune famiglie portate dalla Turchia per lavorare nell'agricoltura. Il valico di confine con la Repubblica di Cipro, aperto al pubblico nel 2003, ha dato un grande contributo all'economia e alla mobilità umana del paese. Il valico era già aperto prima del 2003, consentendo una mobilità limitata delle persone, solitamente lavoratori del Sud e coloro che soggiornano a Pyla.
Alcune persone lavorano nell'area delle basi britanniche proprio accanto ad essa, alcune lavorano in aziende nel sud di Cipro, alcune lavorano nell'agricoltura e alcune lavorano come dipendenti pubblici. Ci sono anche coloro che in precedenza erano emigrati all'estero, soprattutto in Inghilterra, e che poi sono rimpatriati. Inoltre, alcune famiglie si sono trasferite al sud di Cipro per motivi di lavoro grazie alla facilità di accesso alla zona greca. A causa della vicinanza delle abitazioni su entrambi i lati del confine e della mancanza di una vera e propria linea di confine, nel villaggio si verificano frequentemente attraversamenti illegali e incidenti di contrabbando..

### Agricoltura
I terreni di Pergamo sono in gran parte composti da fertile terra rossa mediterranea. In questo tipo di terreno vengono generalmente praticate l'aridocoltura e la coltivazione delle patate.

## Relazioni estere e città sorelle
- Sarıyer, Istanbul[9]
- Kepez, Antalya[10]
- Karaman[11]